# Shoalhaven Heads
Shoalhaven Heads est une localité australienne située dans la zone d'administration locale de Shoalhaven, en Nouvelle-Galles du Sud.
Elle est établie à l'embouchure de la Shoalhaven dans l'océan Pacifique, à 150 km au sud de Sydney.

## Démographie
| 2001  | 2006  | 2011  | 2016  | 2021  |
| ----- | ----- | ----- | ----- | ----- |
| 2 737 | 2 909 | 2 995 | 3 075 | 3 264 |